# كانيكا
كانيكا هي مذيعة أخبار وممثلة هندية، ولدت في 3 يوليو 1982 في الهند.

## وصلات خارجية
- كانيكا على موقع IMDb (الإنجليزية)
- كانيكا على موقع قاعدة بيانات الفيلم (الإنجليزية)